# Cidão
Cidão (em grego: Κύδων; romaniz.: Kydon, na mitologia grega, foi o herói epônimo fundador da cidade cretense de Cidônia. As fontes antigas divergem sobre quem foram seus pais. Segundo os habitantes de Tégea, ele era filho de Tegeates, filho de Licaão; Cidão e seus irmãos Arquédio e Gortis emigraram da Arcádia para Creta, onde fundaram Cidônia, Gortina e Catreu. Segundo os cretenses, Cidão, o fundador de Cidônia, era filho de Hermes com Acacalis, filha do rei Minos; os fundadores de Catreu e Gortina foram, respectivamente, Catreu, filho de Minos e Gortis, filho de Radamanto.
Segundo Jerônimo, Cidão reinou em Creta por volta do ano 1 564 a.C.. Na interpretação de George Sale et.al., Cidão era o filho e sucessor de Melisseu, foi sucedido por Apteras, e este por Lápitas. Melisseu foi o pai de Amalteia e Melissa, que amamentaram Júpiter, e Lápitas, também chamado de Júpiter, foi quem raptou Europa e foi o pai de Minos.
Cidão e Áptero são citados por Partênio de Niceia: Cidão havia oferecido sua filha Eulímene em noivado a Áptero, o mais famoso dos cretenses, mas, secretamente, ela havia se tornado amante de Licasto. Quando algumas cidades cretenses se revoltaram contra Cidão, ele consultou um oráculo, que disse que ele deveria sacrificar uma virgem. Ele fez um sorteio entre as virgens do reino, e a escolhida foi sua filha Eulímene. Licasto, temendo pela vida da amante, confessou que ele a havia corrompido, e que eles eram amantes por um longo tempo. A assembleia, porém, mostrou-se inflexível, e ela foi sacrificada. Cidão, após o sacrifício, fez o sacerdote abrir sua barriga, e foi descoberto que ela estava grávida. Áptero, se sentido desonrado por Licasto, o assassinou, e teve que se refugiar na corte de Xanto, em Termera.